# أوين برادلي
وليام أوين برادلي (بالإنجليزية: Owen Bradley) (21 أكتوبر 1915 – 7 يناير 1998). هو منتج اسطوانات أمريكي راحل، اشترك مع تشيت أتكينز وبوب فيرغسون في إنتاج ما سمي موسيقى ناشفيل داخل موسيقى الريف والروكابيلي.

## قبل الشهرة
برادلي هو من مواطني ويستمورلاند، تينيسي، وتعلم البيانو في سن مبكرة، وبدأ العزف عندما كان مراهقا في الملاهي الليلية والنزل. وفي سن العشرين حصل على وظيفة في محطة WSM-AM الإذاعية، حيث كان يعمل كموزع وموسيقي. في عام 1942، أصبح المدير الموسيقي للمحطة، وكان أيضا قائدا لفرقة رقص، وانضم لاحقا للمطربين بوب جونستون ودوتي ديلارد، وعزف البيانو في حفلات الأثرياء في أنحاء المدينة. في نفس العام شارك في كتابة أغنية روي أكوف الناجحة Night Train to Memphis، وأبقى على الفرقة حتى عام 1964، رغم أن عمله كمنتج غطى على مسيرته الموسيقية.
في عام 1947، تولى برادلي منصب الموزع الموسيقي وكاتب الأغاني في ديكا ريكوردز. كان يعمل لدى المنتج بول كوهين على اسطوانات أهم المواهب في عصره، مثل إرنست تاب، بورل آيفز، ريد فولي، كيتي ويلز. وبعد أن تعلم المهنة من كوهين، بدأ ينتج الاسطوانات بنفسه. غادر برادلي استوديو معلمه في عام 1958، وأصبح نائب رئيس قسم ناشفيل من ديكا،  وبدأ الريادة بما أصبح «موسيقى ناشفيل».

## موسيقى ناشفيل
كانت موسيقى الريف تعتبر دوما بسيطة وشعبية، ويقتصر مستمعوها إلى حد كبير على سكان المدن الصغيرة الأقل ثراء في جنوب الولايات المتحدة وأبالاتشيا. ولكن في أواخر الخمسينات، كانت مدينة ناشفيل تضع نفسها كمركز لصناعة التسجيلات، وليس فقط كونها الموطن التقليدي لبرنامج غراند أول أوبري. في الواقع، فقد بدأت موسيقى ناشفيل في كوخ ملحق بمنزل يملكه برادلي مع شقيقه هارولد في 804 الشارع 16 جنوب في ناشفيل.
تطور هذا النوع من الموسيقى الأميركية في المقام الأول من قبل طاقم الموسيقيين الذين اختارهم برادلي بنفسه، مثل جرادي مارتن، بوب مور، هانك جارلاند، بادي هارمان. حفز هذا النجاح شركة آر سي أيه فيكتور لتبني ستوديو آر سي أيه بي الشهير. بدأت شركات تسجيل أخرى تنشئ متاجر في أصبح يعرف باسم شارع الموسيقى. مزج برادلي ومعاصروه الكلمات المختارة بعناية مع وضع موسيقى البوب لإنتاج موسيقى ناشفيل. حل البيانو العادي (الذي برع فيه فلويد كريمر) محل بيانو الهونكي تونك. كما حلت الأوركسترا الوترية محل الكمان التقليدي؛ بينما أخرج الإيتار الصلب والغناء الخلفي من هذا المزيج.
وفيما يتعلق بموسيقى ناشفيل، قال برادلي: «أخرجنا الكمان والإيتار الصلب، وأضفنا جوقات إلى الموسيقى الريف. ولكن لن يتوقف الأمر عند هذا الحد، بل ستتطور دائما لتبقى حديثة».

## صانع النجوم

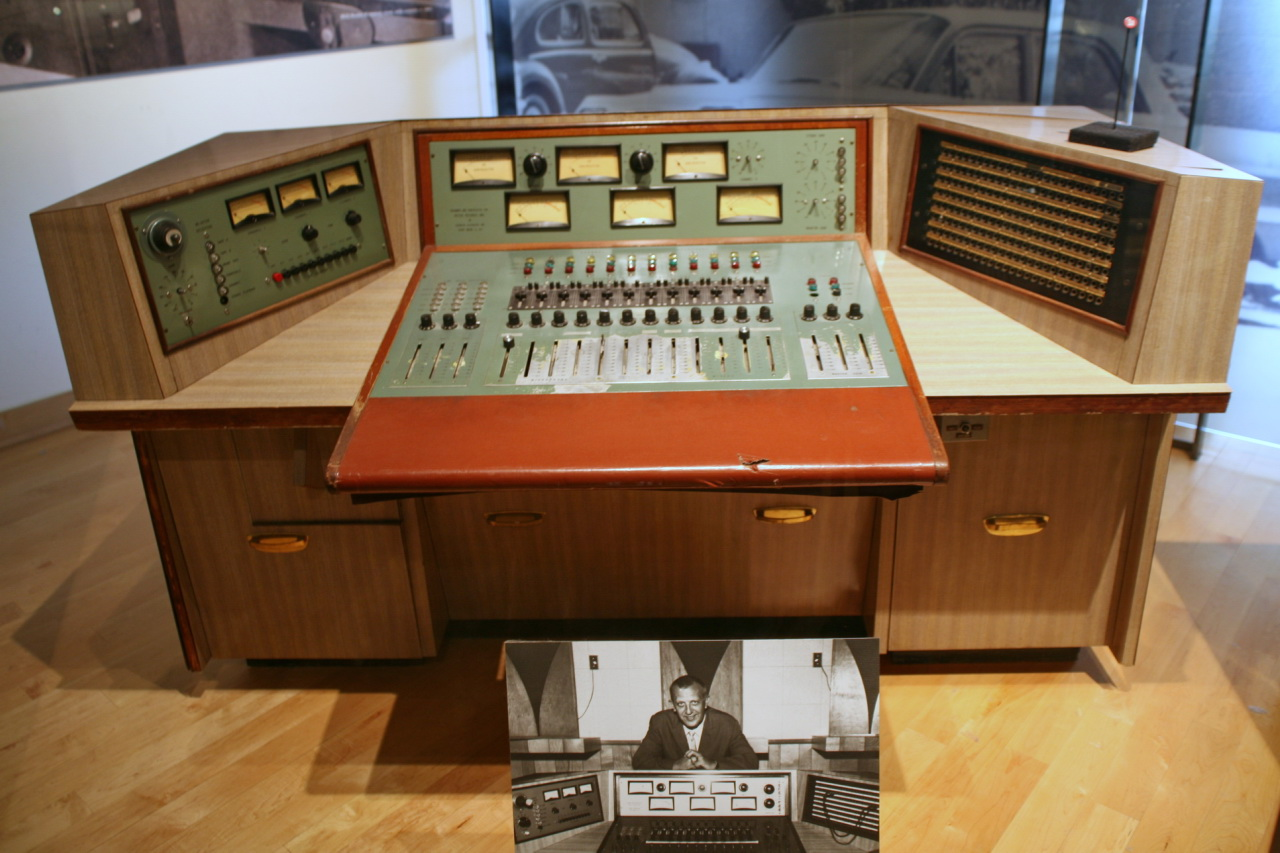
وحدة التحكم في ستوديو كوونزت هت والتي عمل بها أوين برادلي

أنتج برادلي لفنانين مثل باتسي كلاين، بريندا لي، لوريتا لين، ليني دي، وكونواي تويتي وأصبحت أسماؤهم مشهورة على الصعيد الوطني. كما سجل عنده مغنو بوب مثل بودي هولي وجين فنسنت. كثيرا ما حاول برادلي إعادة إحياء مسيرة فنانين قدامى، مثل مون موليكان وأنتج له أغنية Early Morning Blues. كما أنتج لمغني البلوغراس بيل مونرو. رأى العديد من كبار الفنانين أنهم بحاجة إلى التغيير بعد أن رأوا المغني جيم ريفز وهو يحقق النجاح بعد أن غير أسلوبه من الهونكي تونك إلى الأسلوب الجديد، وإن لم يحقق جميعهم نفس النجاح. أصدر برادلي حفنة من التسجيلات الموسيقية باسمه، بما في ذلك مقطوعة Big Guitar التي حققت نجاحا بسيطا عام 1958. أنتج برادلي في أواخر الخمسينات برنامجا على الراديو والتلفزيون مع شقيقه هارولد، بعنوان Country Style USA، وذلك لتوزيعه على محطات الإذاعة والتلفزيون المحلية كوسيلة تجنيد للجيش الأمريكي.
باع برادلي ستوديو كوونزت هت إلى تسجيلات كولومبيا (وهي اليوم فرع من سوني للترفيه الموسيقي) واشترى مزرعة خارج ناشفيل في عام 1961، وحول الحظيرة إلى استوديو تسجيلات تجريبية. قدمت فرقة بو براملز تكريما للاستوديو، من خلال ألبومهم Bradley's Barn عام 1968. احترق الاستوديو في عام 1980، ولكن برادلي أعاد بناءه في بعد سنوات في نفس الموقع.

## السنوات اللاحقة والتكريم
أدخل أوين برادلي إلى قاعة مشاهير موسيقى الريف عام 1974. تقاعد برادلي من الإنتاج في بداية الثمانينات، لكنه استمر في العمل على مشاريع مختارة. واختارت الفنانة الكندية كي دي لانج أن يقوم برادلي بإنتاج ألبومها Shadowland عام 1988. وقام هو وشقيقه هارولد بإنتاج ألبوم I've Got A Right To Cry للمغنية ماندي بارنيت، وذلك قبل وفاته بفترة قصيرة.

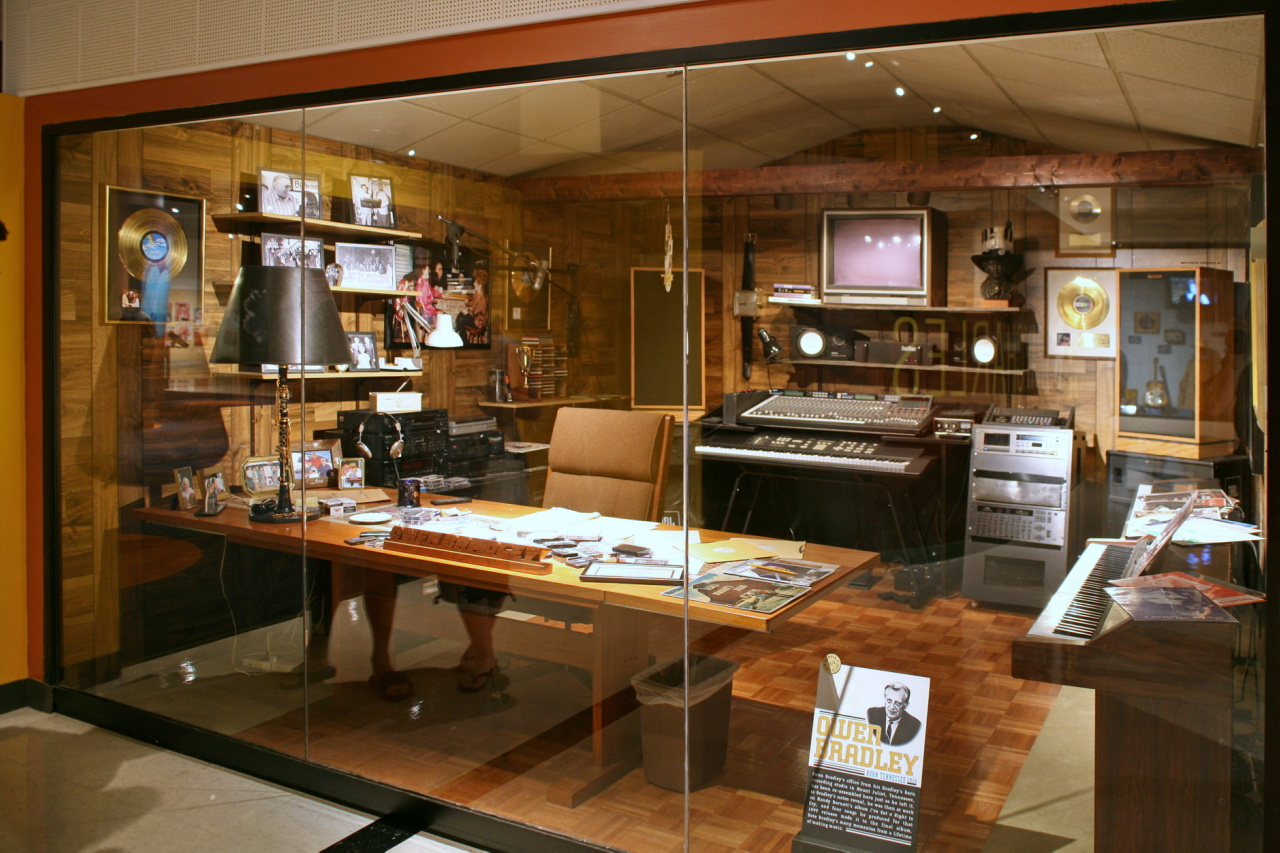
استوديو أوين برادلي الأخير

حققت الأغاني التي أنتجها برادلي لباتسي كلاين مثل Crazy، آي فول تو بيسز، Walkin' After Midnight نجاحا كبيرا، ولا تزال علامات في موسيقى الريف وبعد أكثر من خمسين عاما على صدورها. وكان عمله مع باتسي كلاين ولوريتا لين هو ما جعله شهيرا، وعندما تم تصوير فيلم ابنة عامل المناجم عن لوريتا لين، وفيلم أحلام سعيدة عن باتسي كلاين، تم اختياره لإخراج الموسيقى التصويرية لتلك الأفلام.
في عام 1997، كرمته مصلحة الحدائق في ناشفيل بتسمية حديقة عامة صغيرة عليه بين شارع 16 جنوب وشارع ديفيجن، حيث يظهر له تمثال برونزي جالس قرب بيانو برونزي. تقع حديقة أوين برادلي في الطرف الشمالي من شارع الموسيقى. كما سمي عليه أيضا قسم من الطريق حيث أنشأت حظيرة برادلي في ماونت جولييت، تينيسي على طريق بندرز فيري.

## بيبلوغرافيا
- Oermann, Robert K. (1998). "Owen Bradley" In The Encyclopedia of Country Music. Paul Kingsbury, Ed. New York: Oxford University Press. pp. 50–51.
- Richliano, James Adam (2002). "Angels We Have Heard: The Christmas Song Stories." Star Of Bethlehem Books, Chatham, New York. (Includes interviews with Bradley and chapters on Bradley's involvement in the making of "Jingle Bell Rock", "Rockin' Around The Christmas Tree", and "A Holly Jolly Christmas").

## وصلات خارجية
- أوين برادلي على موقع IMDb (الإنجليزية)
- أوين برادلي على موقع ميوزك برينز (الإنجليزية)
- أوين برادلي على موقع أول ميوزيك (الإنجليزية)
- أوين برادلي على موقع ديسكوغز (الإنجليزية)
- Country Music Hall of Fame and Museum
- أوين برادلي التسجيلات من ديسكاغز.كوم